# Archidiecezja Grouard-McLennan

Herb archidiecezji

Archidiecezja Grouard-McLennan (łac. Archidioecesis Gruardensis-McLennanpolitana, ang. Archdiocese of Grouard-McLennan, fr. Archidiocèse de Grouard-McLennan) – rzymskokatolicka archidiecezja ze stolicą w McLennan, w prowincji Alberta, w Kanadzie.
Obecnym arcybiskupem metropolitą Grouard-McLennan jest Gérard Pettipas CSSR. Posługę na tej katedrze sprawuje od 25 stycznia 2007.
W 2023 w diecezji pracowało 16 zakonników i 2 siostry zakonne.

## Historia
8 kwietnia 1862 z mocy decyzji bł. Piusa IX erygowany został wikariat apostolski Athabaska Mackenzie. Dotychczas wierni z tych terenów należeli do diecezji Saint-Boniface (obecnie archidiecezja Saint-Boniface).
3 lipca 1901 nastąpił podział wikariatu na wikariat apostolski Athabaska i wikariat apostolski Mackenzie (obecnie diecezja MacKenzie-Fort Smith).
15 marca 1927 wikariat apostolski Athabaska zmienił nazwę na wikariat apostolski Grouard.
13 lipca 1967 papież Paweł VI bullą Adsiduo perducti podniósł wikariat apostolski Grouard do rangi archidiecezji i ustanowił jej obecną nazwę.

## Ordynariusze

### Wikariusze apostolscy Athabaska Mackenzie
- Henri Joseph Faraud OMI (1862–1890)
- Pierre-Emile-Jean-Baptiste-Marie Grouard OMI (1890–1901)

### Wikariusz apostolski Athabaska
- Pierre-Emile-Jean-Baptiste-Marie Grouard OMI (1901–1927)

### Wikariusze apostolscy Grouard
- Pierre-Emile-Jean-Baptiste-Marie Grouard OMI (1927–1929)
- Joseph-Wilfrid Guy OMI (1929–1937) następnie mianowany biskupem Gravelbourg
- Ubald Langlois OMI (1938–1953)
- Henri Routhier OMI (1953-1967)

### Arcibiskupi Grouard-McLennan
- Henri Routhier OMI (1967–1972)
- Henri Légaré OMI (1972–1996) w latach 1981–1983 także przewodniczący Konferencji Episkopatu Kanady
- Henri Goudreault OMI (1996–1998)
- Arthé Guimond (2000–2006)
- Gérard Pettipas CSSR (2007 – nadal)